# Die Triffids
Die Triffids (englischer Originaltitel: The Day of the Triffids) ist ein Science-Fiction-Roman des englischen Autors John Wyndham aus dem Jahr 1951. Der Roman gilt als Klassiker der SF-Literatur. Die erste und seither stets verwendete deutsche Übersetzung erarbeitete Hubert Greifeneder. Sie erschien erstmals 1955 im Süddeutschen Verlag, München. Die Taschenbuchausgabe 1960 war gleichzeitig der erste Band der renommierten Reihe Heyne Science Fiction. Der Verlag Heinrich und Hahn, Frankfurt am Main, veröffentlichte 2006 eine von Inge Seelig überarbeitete Neuausgabe.

## Inhalt
Die Ölindustrie nutzt Pflanzen, die Triffids, aus denen sich mit hoher Effizienz Öl gewinnen lässt. Die Triffids können mit ihren Wurzeln herumlaufen, wenn sie nicht angeleint werden, und durch einen giftigen Stachel auch Menschen angreifen und sogar umbringen. Die Pflanzen sind in der Sowjetunion gezüchtet worden. Bei dem Versuch eines Wissenschaftlers, sie in die westliche Welt zu schmuggeln, wird dessen Flugzeug von sowjetischen Kampfflugzeugen abgeschossen. Die staubfeinen Pflanzensamen verbreiteten sich dadurch weltweit.
Die Handlung beginnt, als William (Bill) Masen im Krankenhaus nach einer Augen-OP erwacht. Er ist Biologe und Triffid-Experte, der von einer Triffid verletzt wurde. Da kein Personal erscheint, muss er sich selbst den Verband abnehmen.
Durch die Nachrichten weiß er, dass es in der Nacht einen Meteoritenregen gegeben hat. Fast alle Menschen haben sich die hellen grünen Lichter angesehen und sind später erblindet. Ein Arzt, der seine Lage erkennt, begeht vor Masens Augen Selbstmord. Viele Patienten vermuten, dass es noch Nacht sei und sie daher nichts sehen. Masen muss miterleben, wie ganz London im Chaos versinkt. Nach kurzer Zeit trifft er auf die Schriftstellerin Josella Playton, die von einem Blinden als Gefangene gehalten wird. Nach ihrer Befreiung müssen sie feststellen, dass Josellas Familie von frei umherlaufenden Triffids angegriffen und getötet wurde.
Nach einiger Zeit entdecken sie einen Lichtstrahl und erkennen, dass sich eine Gruppe – zum Großteil Sehender – in der Universität versammelt hat. Ein Mann namens Coker streitet sich mit ihnen, da er fordert, dass sich die Sehenden um alle Blinden kümmern, bis Hilfe kommt. Nachdem sich Bill Masen und Playton dieser Gruppe angeschlossen haben, kommt es in der Nacht zu einem Überfall von Coker, und Masen und einige andere werden gefangen genommen.
Masen wird an zwei Blinde gefesselt und muss sich in einem Teil von London um sie und andere Blinde kümmern. Bei Versorgungsfahrten kommt es zu einem Konflikt mit einer anderen Gruppe, bald darauf werden viele aus Masens Gruppe krank und sterben. Als Masen schläft, glauben viele Blinde, er hätte sie verlassen, und brechen alleine auf. Er kümmert sich um die letzte gebliebene Blinde, die bereits erkrankt ist und bald darauf stirbt. Danach bricht er auf, um Josella in Westminster zu suchen, wo sie sich ebenfalls um eine Gruppe Blinde kümmert. Doch auch ihre Gruppe scheint an der Krankheit gestorben zu sein. Eine ältere blinde Frau hat Josella vor einer Weile getroffen, kann Masen aber nicht verraten, wohin sie gegangen ist. Danach trifft Masen erneut auf Coker, der inzwischen allerdings die Hoffnung auf Rettung aufgegeben hat und einsieht, dass die Gruppe an der Universität recht hatte. An der Universität entdecken sie einen Hinweis, dass die dortige Gruppe nach Tynsham Mannor weitergezogen ist.
An dem besagten Ort treffen sie nur auf einen Teil der Gruppe. Die Opposition, die viele Ideen für eine neue Zivilisation ablehnte, ist dort geblieben. Coker und Masen ziehen weiter, um Josella zu suchen. Sie müssen feststellen, dass die Triffids vielerorts die Blinden, aber auch die wenigen sehenden Menschen getötet haben. Einige Menschen schließen sich Coker und Masen an und nehmen mit Hilfe eines Helikopters die Suche nach anderen Menschen auf. Einige schließen sich ihnen an, andere wollen lieber vor Ort bleiben, da sie die Hoffnung auf Rettung durch Amerikaner haben.
Die Gruppe um Coker und Masen will zurück nach Tynsham, doch in der Nacht vor dem Aufbruch fällt Masen ein Gespräch mit Josella ein, bei dem sie meinte, sie könnten zu Freunden von ihr ziehen. So trennt Masen sich von den übrigen und reist allein weiter, um Josella zu finden. Später wollen sie nach Tynsham nachkommen.
Unterwegs trifft er auf Susan, ein junges sehendes Mädchen, deren Bruder erst vor kurzem durch eine Triffid getötet worden ist. Er beerdigt den kleinen Jungen und fährt mit dem Mädchen weiter.
Tatsächlich finden sie Josella, die bei ihren Freunden Unterschlupf gefunden hat. Neben dem befreundeten Pärchen wohnt dort eine weitere erblindete Freundin, so dass Josella als einzige in dieser kleinen Gruppe sehen kann. Bald darauf bekommt ihre Freundin ein Kind, und auch Josella wird von Masen schwanger. Obwohl sie keine richtige Hochzeit hatten, betrachten sich Masen und Josella als verheiratet und errichten in den kommenden Jahren einen Bauernhof und Schutzvorrichtungen gegen die Triffids. Masen stellte bei einem Besuch von Tynsham fest, dass dort die geheimnisvolle Krankheit ausgebrochen war und offenbar alle gestorben sind.
Die Triffids werden mit den Jahren zu einer immer größeren Gefahr. Sie werden von Geräuschen angezogen und scheinen untereinander kommunizieren zu können.
Masen erklärt Josella bei einem Ausflug seine Theorie, dass bei dem Meteoritenregen Satelliten mit Krankheitserregern an Bord getroffen wurden und die Erblindung und die Seuche daher eigentlich die Schuld der Menschen ist. Kurz drauf bemerken sie einen Hubschrauber, welcher aber an ihnen vorüberfliegt.
Zurück auf dem Bauernhof finden sie dort den Hubschrauber. Susan hatte ein Feuer gelegt, um durch den Rauch den Piloten auf sich aufmerksam zu machen. Er gehört zu der Gruppe, die sich anfangs an der Universität versammelt hatte. Nach der Trennung von der Tynsham-Gruppe zog man weiter. Bald kam man auf die Idee, eine Insel von Triffids zu säubern und dann dorthin überzusiedeln. Mit Hilfe des Hubschraubers fand man viele andere Gruppen – die ähnlich wie der Bauernhof von Triffids umzingelt sind – und evakuierte die Menschen dorthin. Auch Coker ist so gefunden worden und lebt seit einer Weile dort. Man hat die Hoffnung, dass Bill Masen durch sein Wissen eine Forschungsgruppe leiten kann und man eine Möglichkeit findet, die Triffids zu besiegen und eines Tages wieder das Festland besiedeln zu können.
Die Bauernhofgruppe um Bill Masen will noch eine Weile dort bleiben und sich erst später der Inselgruppe anschließen, da sie noch nicht bereit ist, ihre Heimat aufzugeben.
Doch schon wenig später kommt ein weiteres Fahrzeug zum Bauernhof. Die bewaffneten Männer erklären, dass sie zu einer neuen politischen Ordnung gehören, welche die Blinden als Leibeigene nutzt und sich für den Krieg gegen andere Gruppen und Nationen rüstet. Josella und Bill sollen neben den drei blinden Freunden 17 weitere Blinde aufnehmen und diese für sich arbeiten lassen, da ein Sehender sich um 10 Blinde kümmern soll. Susan hingegen soll zum Hauptquartier mitkommen und später selbst eine Gruppe Blinder anführen. Bill Masen täuscht Interesse vor und handelt Zusicherungen aus, dass es Susan dort gut geht. Die Gäste erhalten viel Alkohol. In der Nacht machen sie das Fahrzeug der Besucher unbrauchbar und die Bauernhofgruppe flüchtet. Die Verfolger werden von Triffids angegriffen und Bills Gruppe schließt sich den Inselbewohnern an.

## Adaptionen
Von Giles Cooper wurde 1968 eine Hörspielfassung vom Westdeutschen Rundfunk (WDR) in der Übersetzung von Hein Bruehl mit Hansjörg Felmy in der Rolle des Bill Masen als sechsteiliges SF-Hörspiel inszeniert (Regie: Heinz-Dieter Köhler).
Außerdem wurde das Buch bisher dreimal verfilmt:
- 1962: „Blumen des Schreckens“ (The Day of the Triffids) mit dem späteren Dallas-Star Howard Keel in der Hauptrolle[2]
- 1981: „The Day of the Triffids“ als sechsteilige Mini-TV-Serie[3], die nicht in Deutschland ausgestrahlt wurde
- 2009: Die Triffids – Pflanzen des Schreckens von BBC produziert, im Mai 2010 erstmals in Deutschland auf SciFi ausgestrahlt

## Rezensionen
- Tobias Schäfer: John Wyndham – Die Triffids. In: Buchwurm.org.
- Die Triffids. In: Bibliotheka Phantastika.